# Castrol
Castrol er en britisk virksomhed og mærke af smøremidler til industri og automobiler. Mærket har en stor række olie, fedtstoffer og andre smøremidler til de fleste smøreformål. Castrol er et datterselskab til BP med selvstændig identitet.

## Produkter
Castrol tilbyder smøremidler til automobiler (inklusive totaktsolie og olie til firetaktsmotorer til motorcykler, biler med benzin- og dieselmotorer). Produkterne inkluderer en lang række af gearolier til både manuel og automatgear, kædesmøremidler, voks, kølemidler, suspensionsvæsker, bremsevæske, smørefedt, rensemidler og vedligeholdelsesprodukter. Castrol producerer også produkter til landbrugsmaskiner, fabrikker, industriformål og marinetekniske formål.
Castrols submærker inkluderer:
- Til passagerbiler: Edge, Magnatec, Syntec og GTX; mindre ofte XL, GTD, Formula RS, Synt og SLX
- Til motorcykler: Power1, PowerRS og Act>evo; mindre ofte TT, TTS, GP, GPS og Go!
- Til tunge køretøjer: Elixion, Enduron, Hypuron, Tection, CRB og Agri
- Til skibe: Cyltech og TLX Plus
- Til industrielle formål: Hyspin (hydraulik), Aircol (kompressorer) og Alpha (industrielle gear)

## Sponsorater

### Motorsport
Mærket har været involveret i Formel 1 gennem mange år og forsynet en række hold inklusiv Jaguar, Brabham og Walter Wolf Racing.
Castrol er sponsor for McLaren og Renault holdene i Formel 1 sæsonen 2017. Castrol har desuden et sving opkaldt efter sig på den østrigske Formel 1 bane.
Castrol bruges i den australske Touring Car/V8 Supercar serie. 
I Nordamerika har Castrol været aktiv sponsor for NHRA dragracing. Castrol har sponsoreret John Force Racing under GTX-mærket siden 1987. På nuværende tidspunkt er Castrol sponsor for både John Force og Ashley Force Hood. Castrol er navnesponsor for Edmonton, Albertas Castrol Raceway, en motorsports multibane. Castrol er sponsor for D.J. Kennington i NASCAR Canadian Tire Series.

### Øvrige sponsorater
I 2011 blev Castrol Edge den officielle motorolie i NFL. Castrol Edge var en af hovedsponsorerne ved Europamesterskabet i fodbold 2012.